# Egy csepp méz (album)
Az Egy csepp méz Tunyogi Orsi második albuma. Az albumról ismertek lettek az Adj gázt!, a Minden csepp méz és az S.O.S. dalok. Az album médiatámogatója a Danubius Rádió volt, és bár megfelelően volt promotálva, ennek ellenére nem került fel a MAHASZ album eladási listára.

## Dalok listája
1. Intro 0:38
2. Adj gázt! 3:38 (zene és szöveg: Dorozsmai Péter)
3. Minden csepp méz 4:41 (zene és szöveg: Dorozsmai Péter)
4. S.O.S. 4:53 (zene és szöveg: Dorozsmai Péter)
5. Gyógyíts meg, doki 3:56 (zene és szöveg: Dorozsmai Péter)
6. Esőcsepp, hullj reám 4:04 (zene és szöveg: Dorozsmai Péter)
7. Ébredj fel! 3:28 (zene: Kiss Gábor, szöveg: Dorozsmai Péter)
8. Bolondos világ 4:46 (zene: Rakonczai Viktor, szöveg: Dorozsmai Péter)
9. Hamu és jég 4:18 (zene és szöveg: Dorozsmai Péter)
10. Szelek szárnyán 4:09 (zene: Fekete Tibor, szöveg: Dorozsmai Péter)
11. Ezeregy éj 4:37 (zene: Lepés Gábor, szöveg: J. Peril)
12. Csöppnyi kincs 3:16 (zene: Jamie Winchester, Dorozsmai Péter szöveg: Dorozsmai Péter)
13. Adj gázt! (Danubius Mix) 3:42

## Külső linkek
- DiscoGS profil